# Townsville Fire
O Townsville Fire é um time de basquete feminino que joga na Women's National Basketball League. Baseado em Townsville, Queensland, é a única equipe esportiva profissional feminina de qualquer disciplina no norte da Austrália. A equipe foi fundada em 2001 e tem 2 títulos da WNBL em 2015 e 2016.

## Notáveis jogadoras
- Gina Stevens, (2002–2004)
- Natalie Porter, (2004–2006)
- Rachael McCully, (2004–2007, 2008–2015)
- Rohanee Cox, (2005–2010)
- Jennifer Crouse, (2005–2009)
- Kelly Wilson, (2005–2008)
- Aneka Kerr, (2008–2010)
- Jo Hill, (2009–2011)
- Nadeen Payne, (2010–2012)
- Shanavia Dowdell, (2011–2012)
- Jessica Foley, (2011–2013)